# Отдельный конно-горный артиллерийский дивизион Украинской державы
Отдельный конно-горный артиллерийский дивизион (О.к.-г.д-н. Укр.д., укр. Окремий кінно-гірський артилерійський дивізіон) — дивизион вооружённых сил Украинской державы во время Гражданской войны в России.

## Предыстория
1918 год
15 марта Отдельная конно-горная батарея А. Д. Алмазова 1-го Запорожского имени гетмана Костя Гордиенко полка была реорганизована в Запорожский конно-горный артиллерийский дивизион Отдельной Запорожской дивизии войск украинского Центросовета (украинской Цэнтральной Рады — парламента и правительства Украинской народной республики).
7 апреля германские и украинские войска вошли в Харьков, разбив большевистскую 2-ю Особую армию, после чего германцы двинулись на восток на Купянск (уездный город Купянского уезда Харьковской губернии) и к границе УНР с Советской Россией на север к Белгородскому уезду Курской губернии (уездный город Белгород).
В апреле Запорожский конно-горный артиллерийский дивизион Отдельной Запорожской дивизии участвовал в походе украинских войск под командованием П.Ф. Болбочана в Таврическую губернию против Краевого правительства с целью оккупации Крыма и захвата Черноморского флота.

## История
После 29 апреля «Запорожский конно-горный артиллерийский дивизион» под командованием Алмазова А. Д. перешёл в Армию Украинской Державы и получил наименование Отдельный конно-горный артиллерийский дивизион.

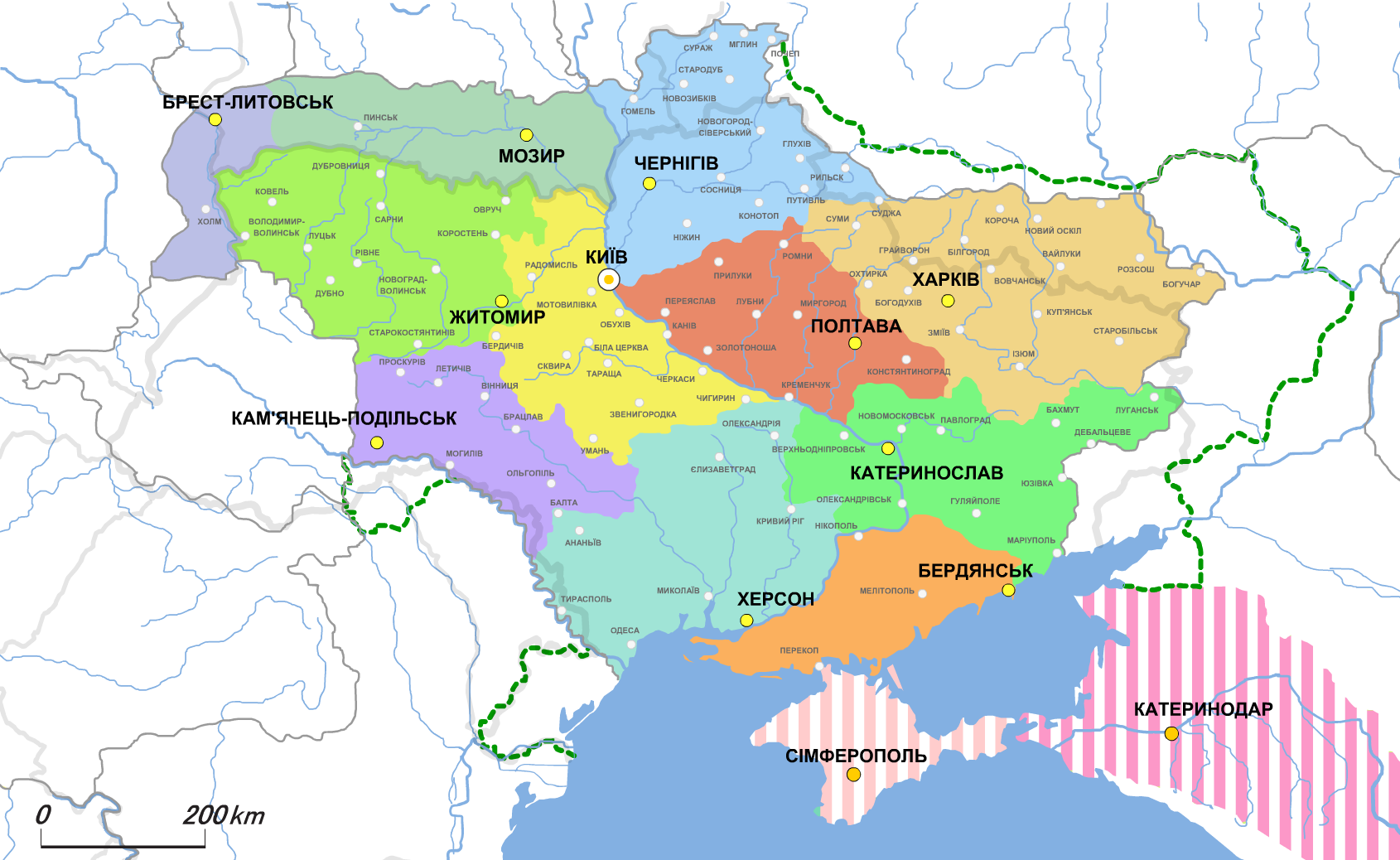
Административно-территориальное деление. Зелёная пунктирная линия — территориальные претензии.

30 мая правительством издан Закон, которым была утверждена Присяга на верность Украинскому Государству, и Закон о военной подсудности. Военнослужащие приняли присягу.
24 июля Совет министров (укр. Рада министров) Украинской державы принял Закон о всеобщей войсковой повинности и утвердил План организации армии, подготовленный Генеральным штабом.

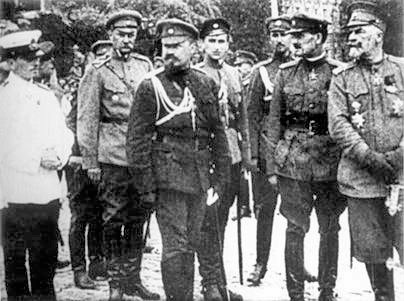
Служащие военного министерства Украинской Державы — полковник Николай Лаврентьевич Максимов (крайний слева, в белой форме) и военный министр генеральный бунчужный Александр Францевич Рагоза (крайний справа).

11 ноября завершилась Первая мировая война. Германская империя прекратила существование в результате Ноябрьской революции и должна была вывести свои войска из оккупированных территорий. Для правительства Украинской державы это событие предвещало ослабление власти.
Ослаблением германцев и соответственно Украинского государства воспользовались противники  гетмана П.П. Скоропадского, создавшие в ночь с 13 на 14 ноября в г.Белая Церковь Директорию с целью свержения власти германского командования и власти правительства. Директория состояла из пяти членов, председателем избран в составе В.К. Винниченко.
С 8 декабря Отдельный конно-горный артиллерийский дивизион занял свой участок по охране границы государства в районе ж.д. станций Сватово-Белокуракино-Старобельск в Старобельском уезде Харьковской губернии.
- Сватово- слобода и ж.д. ст. на железнодорожной линии «Купянск-Лисичанск» Екатерининской железной дороги.

Непродолжительная «Украинская гражданская война 16 ноября – 14 декабря 1918 года» завершилась 14 декабря, когда Верховный Воевода Украинской Армии и Флота гетман П.П. Скоропадский дал указания командующему всеми русскими добровольческими частями в Украинском государстве князю генерал-лейтенанту А.Н. Долгорукову, а тот издал 
приказ о прекращении сопротивления и демобилизации защитников Киева. 
П.П. Скоропадский отрёкся от власти. Правительство передало полномочия Городской Думе и Городской Управе.
Отдельный конно-горный артиллерийский дивизион вошёл в состав войск Директории.

## Полное название
Отдельный конно-горный артиллерийский дивизион

## Подчинение
- Военное министерство

## Командование
- Алмазов А. Д., командир дивизиона, сотник, (после 29 апреля – 14 декабря 1918)